# Po stopách šlechtických rodů
Po stopách šlechtických rodů je název projektu, který od roku 2011 probíhá na území Čech, Moravy a Slezska. Organizuje jej Národní památkový ústav ve spolupráci s ministerstvem kultury. Na projektu se také podílí ministerstvo školství, ministerstvo vnitra, ministerstvo pro místní rozvoj, ministerstvo životního prostředí, ministerstvo zemědělství, ministerstvo průmyslu a obchodu a ministerstvo zahraničních věcí. Cílem projektu je připomenout široké veřejnosti historický odkaz nejvýznamnějších šlechtických rodů.

## Historie
Nápad na vytvoření tohoto projektu se zrodil v roce 2010 při přípravách výstavy Rožmberkové, rod českých velmožů a jeho cesta dějinami. Vlastní projekt odstartoval v roce 2011, který byl věnován Rožmberkům. Roku 2012 je vystřídali Pernštejnové a v dalších letech by měli být představeni[ujasnit] Rohané a francouzská šlechta, páni z Kunštátu a Poděbrad, Metternichové, Chotkové, Valdštejnové a italská šlechta, Schwarzenberkové, Lichtenštejnové a Lobkovicové. Při výběru rodů byla snaha o vyvážené zastoupení všech tří historických zemí Koruny české.
Průběh jednotlivých dílčích projektů je zpravidla rozdělen do dvou částí. První se odehrává v Praze a jedná se o výstavu, věnovanou příslušnému rodu. V regionech, které daný rod vlastnil, na ni navazují další akce, které probíhají po celý rok.

## Cíle
Hlavním cílem projektu je seznámení veřejnosti nejen s uvedenými rody, ale také s historií Českých zemí od pozdního středověku do 19. století. Dále se také jedná o snahy změnit stereotypní pohled na pozici šlechtických rodů. A také představení fondů paměťových institucí, ať už se jedná o hrady, zámky a další stavby, nebo o muzejní sbírky a archiválie. 

## Jednotlivé projekty
- 2011 – Rožmberský rok
- 2012 – Pernštejnský rok
- 2013 – Rok francouzské kultury
- 2014 – Rok pánů z Kunštátu
- 2015 – Velká hradozámecká inventura
- 2016 – Lucemburský rok, součást národních oslav 700. výročí narození Karla IV. (1316)
- 2017 –  Rok renesanční šlechty[1]
- 2018 – Šlechta českých zemí v evropské diplomacii[2]
- 2019 – Rok Gallasů a Clam-Gallasů (Gallasové a Clam-Gallasové: Noblesa severních Čech)[3]
- 2020 – Rok Valdštejnů (Valdštejnové – lvi ve službách císařů)[4]
- 2021 – Rok osvícenské šlechty[5]
- 2022 – Rok šlechtických slavností[6]
- 2023 – Rok Harrachů (Harrachové – vznešenost zavazuje)
- 2024 – Rok Habsburků[7] (Habsburkové - domovem i v Českých zemích)
- 2025 – Rok italské šlechty